# Valerie Capers
Valerie Capers (New York, 24 mei 1935) is een Amerikaanse jazzpianiste, componiste en docente. Ze was de eerste blinde die afstudeerde aan Juilliard School.

## Biografie
Valerie Capers begon al zeer jong op de piano te spelen. Op haar zesde werd ze blind. Ze leerde muziek in braille lezen en studeerde later als eerste blinde af aan Juilliard School of Music, in klassieke piano. Ze werd echter gegrepen door de jazz en in 1965 verscheen haar eerste plaat. Er zouden er nog een paar volgen. Capers heeft vooral veel gewerkt als muziekdocente, maar ze heeft samengespeeld met o.a. Ray Brown, Slide Hampton, Max Roach, Dizzy Gillespie en Tito Puente. Ze heeft met een trio opgetreden op het North Sea Jazz Festival.
Capers is thans professor emeritus aan de City University of New York.

## Discografie
- 1965: Portrait in Soul (Atlantic)
- 1982: Affirmation (KMArts)
- 1995: Come On Home (Columbia)
- 1999: Wagner Takes the "A" Train (Elysium)
- 2001: Limited Edition